# Centruroides terueli
Espèce
Centruroides terueli est une espèce de scorpions de la famille des Buthidae.

## Distribution
Cette espèce est endémique du département des Islas de la Bahía au Honduras. Elle se rencontre sur Guanaja.

## Description
La femelle holotype mesure 93,81 mm.

## Systématique et taxinomie
Cette espèce a été décrite par Armas et Cubas-Rodriguez en 2023.

## Étymologie
Cette espèce est nommée en l'honneur de Rolando Teruel.

## Publication originale
- Armas & Cubas-Rodriguez, 2023 : « Una especie nueva de Centruroides (Scorpiones: Buthidae) de Guanaja, Islas de la Bahia, Honduras. » Revista Iberica de Arachnologia, no 43, p. 81-85.